# Otok
Otok je del kopnega sveta, obdan z vodo. V širšem pomenu besede so tudi kopna, ki jih imenujemo z izrazom celina, otoki, vendar je poimenovanje »celina« za ta ozemlja tradicionalno in se jih ne obravnava kot otoke. Enotna velikostna ali drugačna meja med otokom in celino ne obstaja, čeprav je najmanjša celina (Avstralija) zares mnogo večja od največjega otoka (Grenlandije). Otočje (s tujko arhipelag) je skupina geografsko ali geološko povezanih otokov.
Ločimo dva glavna tipa otokov: kontinentalne in oceanske. Prvi ležijo na kontinentalnih policah bližnjih celin, takšni so Velika Britanija, Irska, Sumatra, Borneo idr. Oceanski otoki nimajo povezave s kontinentalnimi policami in so v veliki večini ognjeniškega izvora – takšni so na primer Havaji in Aleuti. Posebna primera oceanskih otokov sta tektonski otoki in atoli. Tektonski otoki nastanejo, kjer se je zaradi premikanja in narivanja tektonskih plošč dno dvignilo nad gladino. Atol je nekdanji vulkanski otok, okrog katerega so zrasli koralni grebeni. Otok se je počasi ugreznil pod gladino, korale pa so zrasle do gladine, zato ima atol obročasto obliko z laguno v sredini.

## Največji otoki
Največji otoki in njihova površina v km²:
1. Grenlandija 2.175.600
2. Nova Gvineja 790.000
3. Borneo 743.330
4. Madagaskar 587.041
5. Baffinov otok 507.451
6. Sumatra 425.000
7. Sulavezi 227.654
8. Honšu 227.414
9. Velika Britanija 219.000
10. Viktorijin otok 217.291
11. Ellesmere 196.236
12. Južni otok (Nova Zelandija) 150.737
13. Java 126.700
14. Severni otok (Nova Zelandija) 114.050
15. Nova Fundlandija 108.860
16. Kuba 105.007
17. Luzon 104.688
18. Islandija 102.828
19. Mindanao 94.630
20. Irska 84.406
21. Hokaido 78.073
22. Sahalin 76.400
23. Hispaniola 74.700
24. Banksov otok 70.028
25. Šrilanka 65.268

## Otoki v Sloveniji
Slovenija nima (naravnih) otokov v morju, na sladkih vodah pa ima nekaj manjših otokov. Edini otok na naravnih jezerih je Blejski otok, ki leži sredi Blejskega jezera. 
Na Dravi tik nad Mariborom pod istoimensko hidroelektrarno je naravni rečni otok – Mariborski otok, na njem je že od leta 1927 kopališče. 
Na reki Krki sta dva umetna otoka: Otočec z istoimenskim gradom pri Novem mestu ter edini stalno naseljeni slovenski otok, Kostanjevica na Krki.
Do 19. stoletja je tudi Koper ležal na otoku, ki se je pozneje povezal s kopnim. Prav tako je na otoku včasih ležala Izola (njeno originalno ime Isola pomeni v italijanščini otok).
V Sloveniji je tudi podzemni otok. Nahaja se na potoku Farovščica v Križni jami.